# Белый клык (фильм, 2018)
Белый Клык (фр. Croc-Blanc) — французский компьютерный анимационный фильм 2018 года режиссёра Александра Эспигареса. По мотивам приключенческой повести Белый Клык Джека Лондона. Премьера фильма состоялась на кинофестивале Sundance.

## Сюжет
Волчонок отделяется от своей матери, и его любопытство к окружающему миру ведет его к приключениям. За время своего путешествия волк вырастает в благородное животное и получает титул Белого Клыка от индейского племени, которое берет его к себе, когда одна из их ездовых собак больше не может работать и помогать племени. В конце концов, Белого Клыка обманывает его первый хозяин, коварный красавчик Смит и волк вынужден стать бойцовой собакой. В конце концов, волка находит человек, который в последующем становится его владельцем, этот человек - Маршал Уидон Скотт. Уидон освобождает Белого клыка и в конце концов очень к нему привязывается.

## В ролях
- Ник Офферман в роли маршала Уидона Скотта
- Рашида Джонс  в роли Мэгги Скотт
- Пол Джаматти в роли красавчика Смита
- Эдди Спирс в роли Серого бобра
- Дэйв Бот в роли Джима Холла
- Шон Кенин в роли букмекера
- Ракель Антония в роли Вичи
- Дэниел Хаген в роли маршала Тодда
- Стивен Крамер Гликман в роли Неда
- Уильям Калверт в роли Уильям
- Джейсон Грасл в роли Трех орлов
- Армандо Риеско в роли Кертиса